# Коптино
Коптино — деревня в Рамешковском районе Тверской области.

## География
Находится в восточной части Тверской области на расстоянии приблизительно 9 км на юг-юго-восток по прямой от районного центра поселка Рамешки.

## История
Известна с 1859 года как помещичья карельская деревня с 26 дворами, в 1887 здесь было 32 двора. В советское время работали колхозы «На страже», «Большевик», «Путь к коммунизму», совхоз «Леоновский». В 2001 году в деревне 6 домов постоянных жителей и 30 домов — собственность наследников и дачников. До 2021 входила в сельское поселение Застолбье Рамешковского района до их упразднения.

## Население
Численность населения: 173 человека (1859 год), 181 (1887), 25 (1989), 17 (русские 100 %) в 2002 году, 1 в 2010.